# Schürdt
Schürdt ist eine Ortsgemeinde im Landkreis Altenkirchen (Westerwald) in Rheinland-Pfalz. Sie gehört der Verbandsgemeinde Altenkirchen-Flammersfeld an.

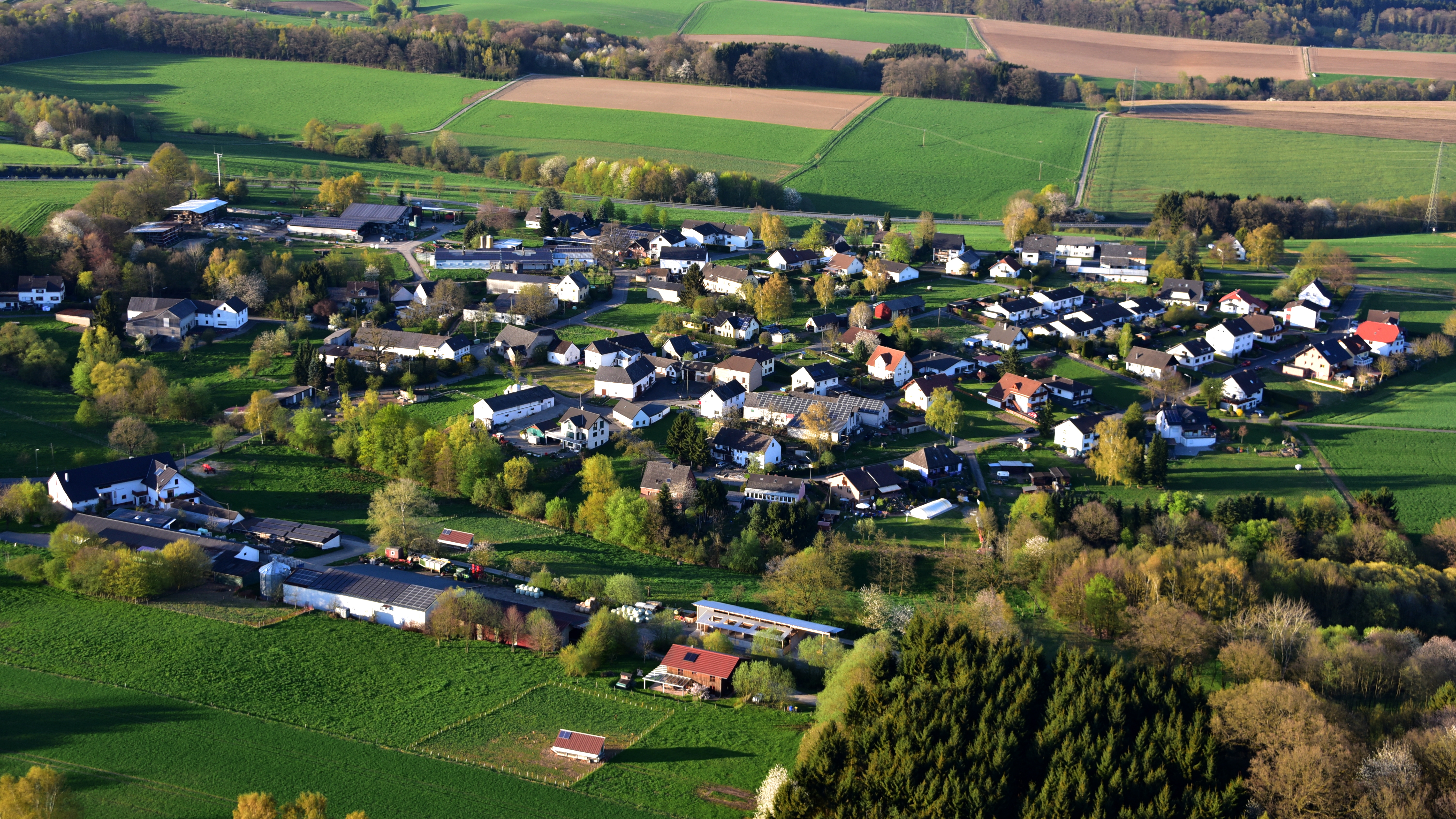
Schürdt, Luftaufnahme (2018)

## Geographische Lage
Schürdt liegt etwa drei Kilometer nordöstlich von Flammersfeld am Schnittpunkt von Bundesstraße 256 und Landesstraße 267.

## Geschichte
Schürdt gehörte zum Kirchspiel Flammersfeld in der Grafschaft Sayn und wurde in den Urkunden des Kirchspielgerichts erstmals im Jahr 1569 genannt. Nach der Teilung der Grafschaft Sayn gehörte Schürdt bis 1799 zur Grafschaft Sayn-Hachenburg. Bis 1806 stand der Ort unter der Herrschaft von Nassau-Weilburg und bis 1815 gehörte er zum Herzogtum Nassau. 1815 wurde das Kirchspiel Flammersfeld dem Königreich Preußen zugeordnet, verwaltungsmäßig gehörte Schürdt zur Bürgermeisterei Flammersfeld im 1816 neu gebildeten Kreis Altenkirchen. Seit 1946 gehört der Ort zum damals neu entstandenen Land Rheinland-Pfalz.
Der Ort wurde 1923 ans Stromnetz angeschlossen. Von 1936 bis 1966 gingen die Kinder von Schürdt nach Obernau zur Schule, anschließend nach Altenkirchen oder Flammersfeld.
Bevölkerungsentwicklung
Die Entwicklung der Einwohnerzahl von Schürdt, die Werte von 1871 bis 1987 beruhen auf Volkszählungen:
| Jahr | Einwohner |
| 1815 | 73        |
| 1835 | 102       |
| 1871 | 115       |
| 1905 | 127       |
| 1939 | 116       |

| Jahr | Einwohner |
| 1950 | 139       |
| 1961 | 121       |
| 1970 | 151       |
| 1987 | 172       |
| 2005 | 286       |

## Politik

### Gemeinderat
Der Gemeinderat in Schürdt besteht aus sechs Ratsmitgliedern, die bei der Kommunalwahl am 9. Juni 2024 in einer Mehrheitswahl gewählt wurden, und dem ehrenamtlichen Ortsbürgermeister als Vorsitzendem.

### Bürgermeister
Torsten Saynisch wurde am 11. Oktober 2022 Ortsbürgermeister von Schürdt. Bei der Direktwahl am 18. September 2022 war er als einziger Kandidat mit einem Stimmenanteil von 82,02 % gewählt worden. Bei der Direktwahl am 9. Juni wurde Torsten Saynisch als einziger Bewerber mit 90,5 % für fünf Jahre wiedergewählt.
Saynischs Vorgänger Klaus Wiesemann hatte das Amt im Jahr 1994 übernommen. Zuletzt bei der Direktwahl am 26. Mai 2019 wurde er für weitere fünf Jahre als Ortsbürgermeister bestätigt. Im Mai 2022 kündigte er jedoch an, sein Amt zum 31. Juli 2022 vorzeitig niederzulegen, wodurch die Neuwahl erforderlich wurde.

## Wirtschaft
In Schürdt bestehen sechs landwirtschaftliche Betriebe, die etwa 250 ha Fläche nutzen.